# 1603 w literaturze
Wydarzenia literackie w 1603 roku.

## Nowe książki
- polskie
  - Stanisław Grochowski – August wzbudzony
  - Piotr Skarga – Roczne dzieje kościelne
  - Krzysztof Warszewicki – Caesarum, regum et principum ... vitarum parallelarum libri duo
- zagraniczne
  - Juan de la Cueva – Conquista de la Bética

## Nowe dramaty
- polskie
  - Adam Paxillus – Tragedyja o Ulissesie królu Itackim